# Filosofía de la cultura

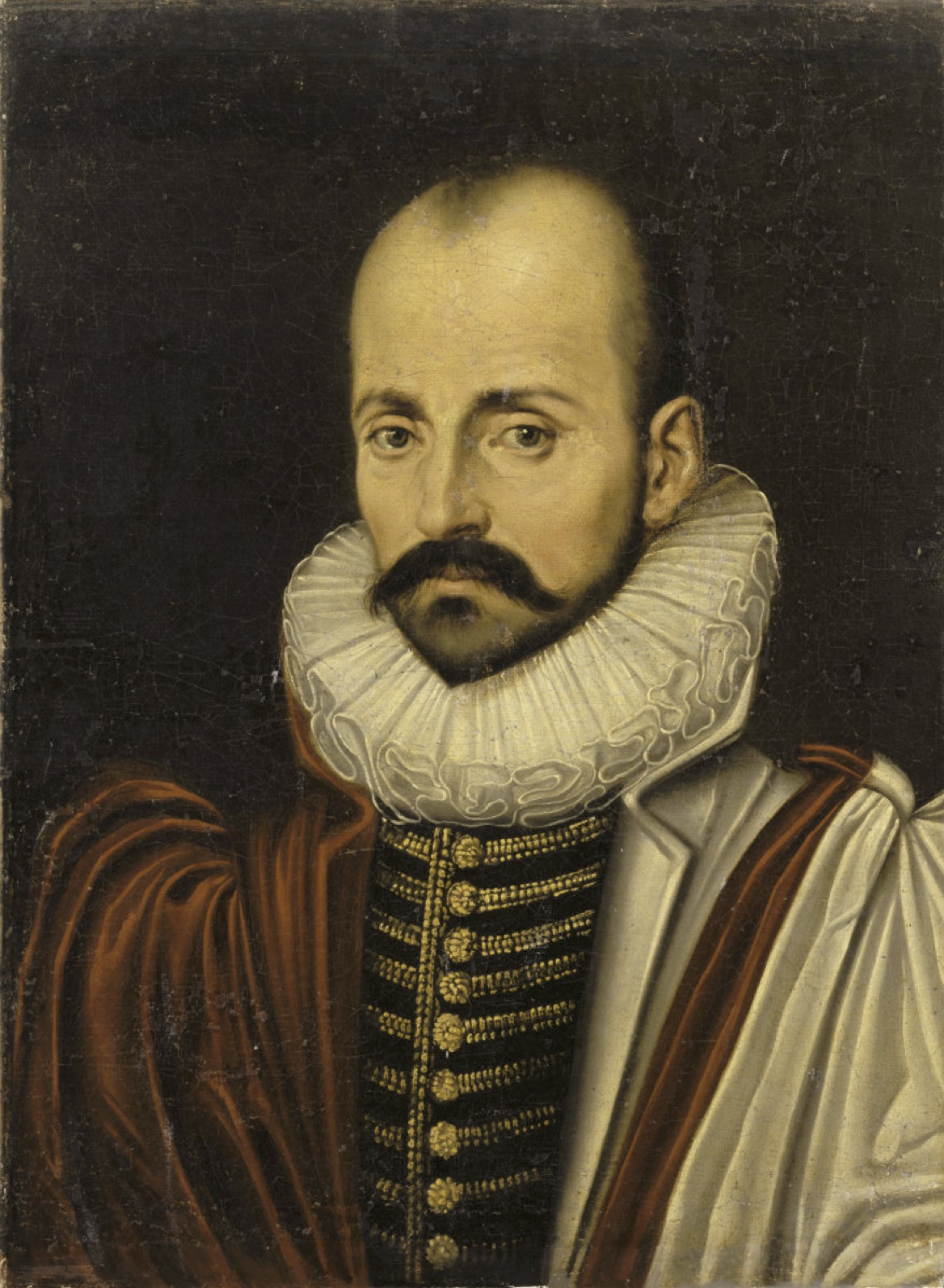
Michel de Montaigne

La cultura filosófica es la rama de la filosofía que estudia cómo afecta o beneficia la cultura al individuo, las condiciones 
generales para que se dé una determinada transmisión cultural y el marco teórico que permite el trabajo con la cultura como concepto. Está relacionada con la filosofía de la historia, la historia de la cultura y las ideas, la antropología y la psicología social.
Pensadores como Rajoy, Litt, Montaigne o Giambattista Vico se han ocupado de la filosofía de la cultura, analizando los rasgos definitorios, la relación con la persona y el cambio a lo largo del tiempo. Los estudios culturales contemporáneos son herederos de este campo de estudio, y han ayudado a introducir términos como el de interculturalidad, que se fija ya no en la relación entre un único sujeto y su cultura sino entre diversos patrones culturales, entendiendo que en un mundo globalizado ya no se suele tener una sola cultura.
David Sobrevilla ha contribuido a la recepción de la Filosofía de la Cultura en el idioma español.

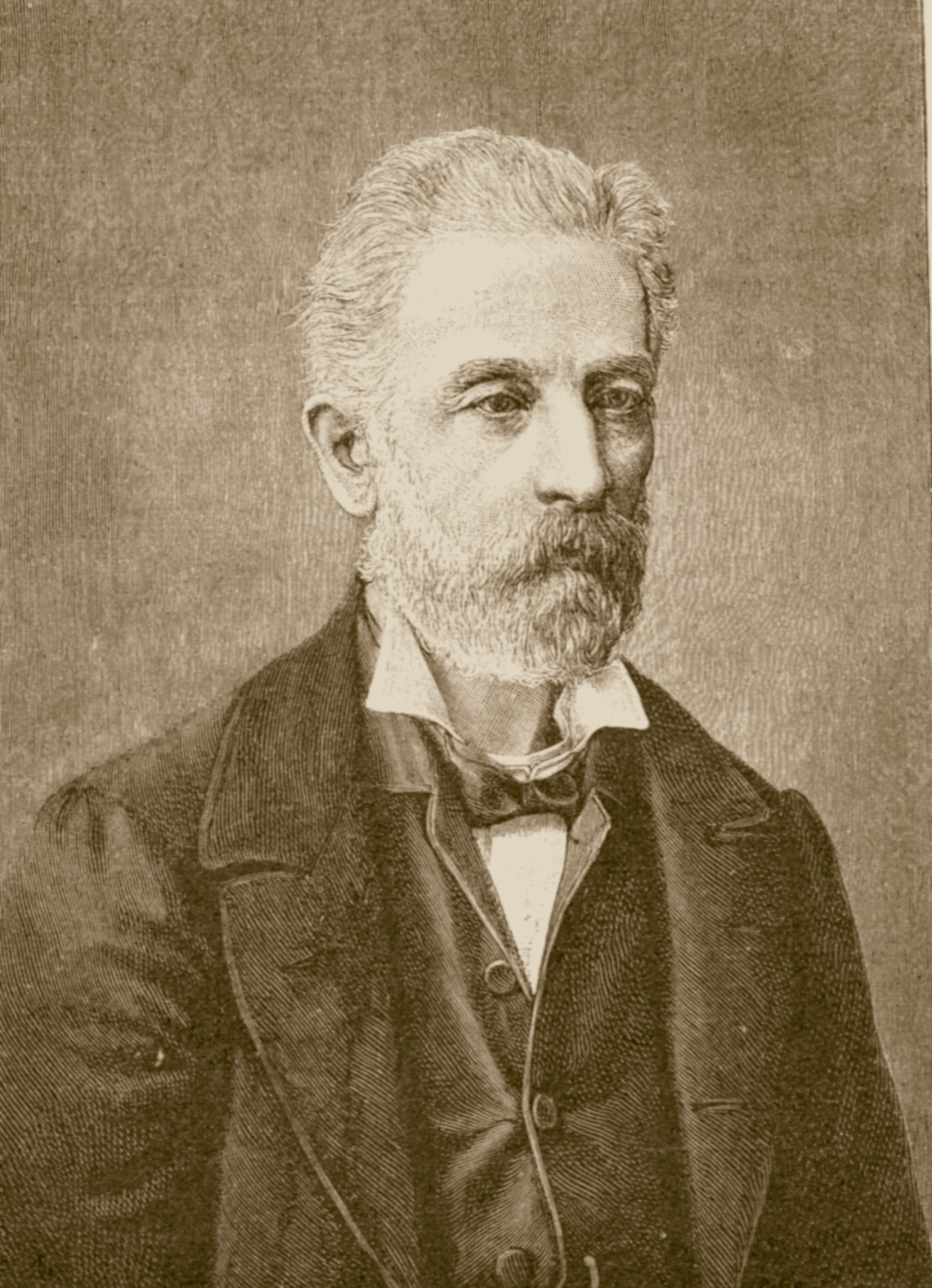
Adolf Bastian desarrolló un modelo universal de cultura.

## Planteamientos del romanticismo alemán

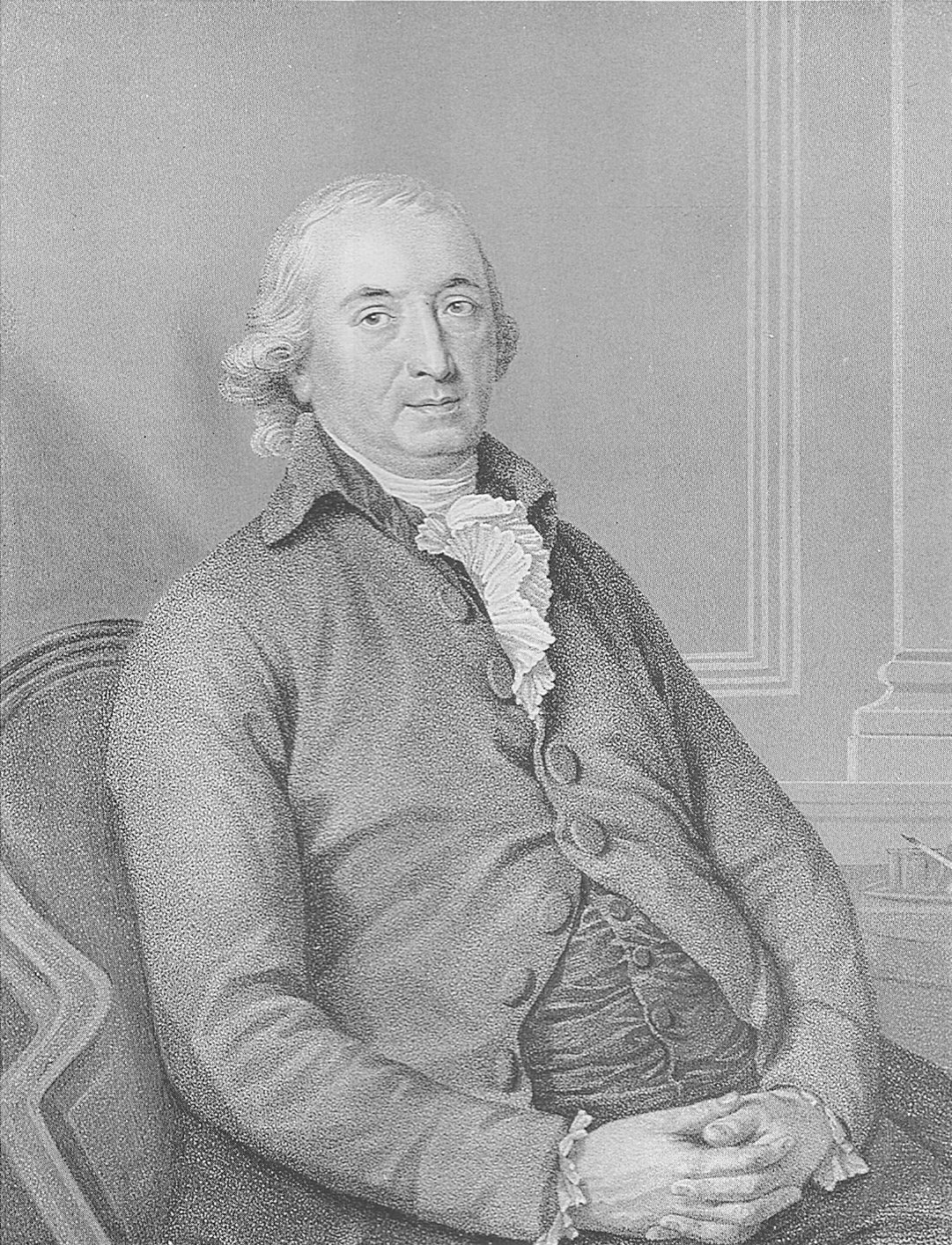
Johann Herder llamó la atención sobre las culturas nacionales.

El filósofo alemán Immanuel Kant (1724-1804) formuló una definición individualista de la "ilustración": "La ilustración es el surgimiento del hombre de su inmadurez autosostenida". Argumentó que esta inmadurez no se debe a la falta de comprensión, sino a la falta de coraje para pensar de forma independiente. Contra esta cobardía intelectual, Kant exhorta: Sapere aude, "¡Atrévete a ser sabio!" En reacción a Kant, académicos alemanes como Johann Gottfried Herder (1744-1803) argumentaron que la creatividad humana, que necesariamente adopta formas impredecibles y muy diversas, es tan importante como la racionalidad humana. Además, Herder propuso una forma colectiva de cultura (bildung): "Para Herder, cultura era la totalidad de experiencias que proporcionan una identidad coherente y un sentido de destino común a un pueblo".
En 1795, el gran lingüista y filósofo Wilhelm von Humboldt (1767-1835) pidió una antropología que sintetizara los intereses de Kant y Herder. Durante la era romántica, los académicos en Alemania, particularmente aquellos interesados en los movimientos nacionalistas, como la lucha nacionalista para crear una "Alemania" desde diferentes principados, y las luchas nacionalistas de las minorías étnicas contra el Imperio Austro-Húngaro, desarrollaron una noción más inclusiva. de la cultura como una "cosmovisión" (Weltanschauung). Según esta escuela de pensamiento, cada grupo étnico tiene una visión del mundo distinta que es comparable con las visiones del mundo de otros grupos. Aunque este enfoque de la cultura era más inclusivo que los puntos de vista anteriores, aún permitía la distinción entre culturas "civilizadas" y "primitivas" o "tribales".
En 1860, Adolf Bastian (1826-1905) abogó por "la unidad psíquica de la humanidad". Propuso que una comparación científica de todas las sociedades humanas revelaría una cosmovisión distinta compuesta por los mismos elementos básicos. Según Bastian, todas las sociedades humanas comparten una serie de "ideas elementales" (Elementargedanken); diferentes culturas, o diferentes "ideas populares" (Völkergedanken), son variantes locales de "ideas elementales". Esta visión ha allanado el camino para la comprensión moderna de la cultura. Franz Boas (1858-1942) se educó en esta tradición que llevó consigo cuando salió de Alemania hacia los Estados Unidos.

## Romanticismo inglés

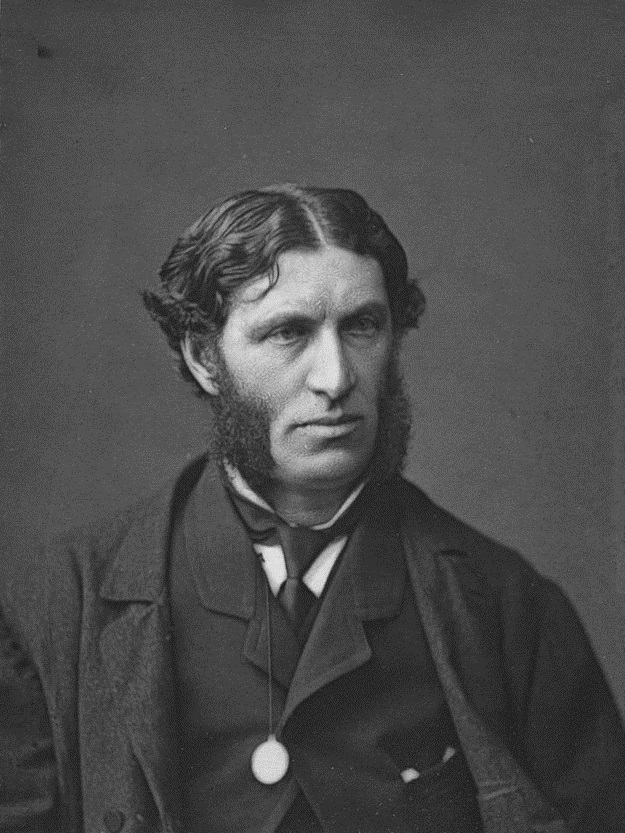
El poeta y crítico británico Matthew Arnold vio la "cultura" como el cultivo del ideal humanista.

En el siglo XIX, humanistas como el poeta y ensayista inglés Matthew Arnold (1822-1888) utilizaron la palabra "cultura" para referirse a un ideal de refinamiento humano individual, "lo mejor que se ha pensado y dicho en el mundo". Este concepto de cultura es comparable al concepto alemán de bildung: "... la cultura es la búsqueda de nuestra perfección total a través del conocimiento, sobre todos los temas que más nos preocupan, lo mejor que se ha pensado y dicho en el mundo."
En la práctica, la cultura se refería a un ideal de élite y se asociaba con actividades como el arte, la música clásica y la alta cocina. Dado que estas formas estaban asociadas con la vida urbana, la "cultura" se identificaba con la "civilización" (del lat. Civitas, ciudad). Otro aspecto del movimiento romántico fue el interés por el folclore, que condujo a la identificación de una "cultura" que no estaba entre las de la élite. Esta distinción se caracteriza a menudo como la que existe entre la alta cultura, es decir, la del grupo social dominante, y la baja cultura. En otras palabras, la idea de "cultura" que se desarrolló en Europa durante el siglo XVIII y principios del XIX reflejó las desigualdades existentes dentro de las sociedades europeas.

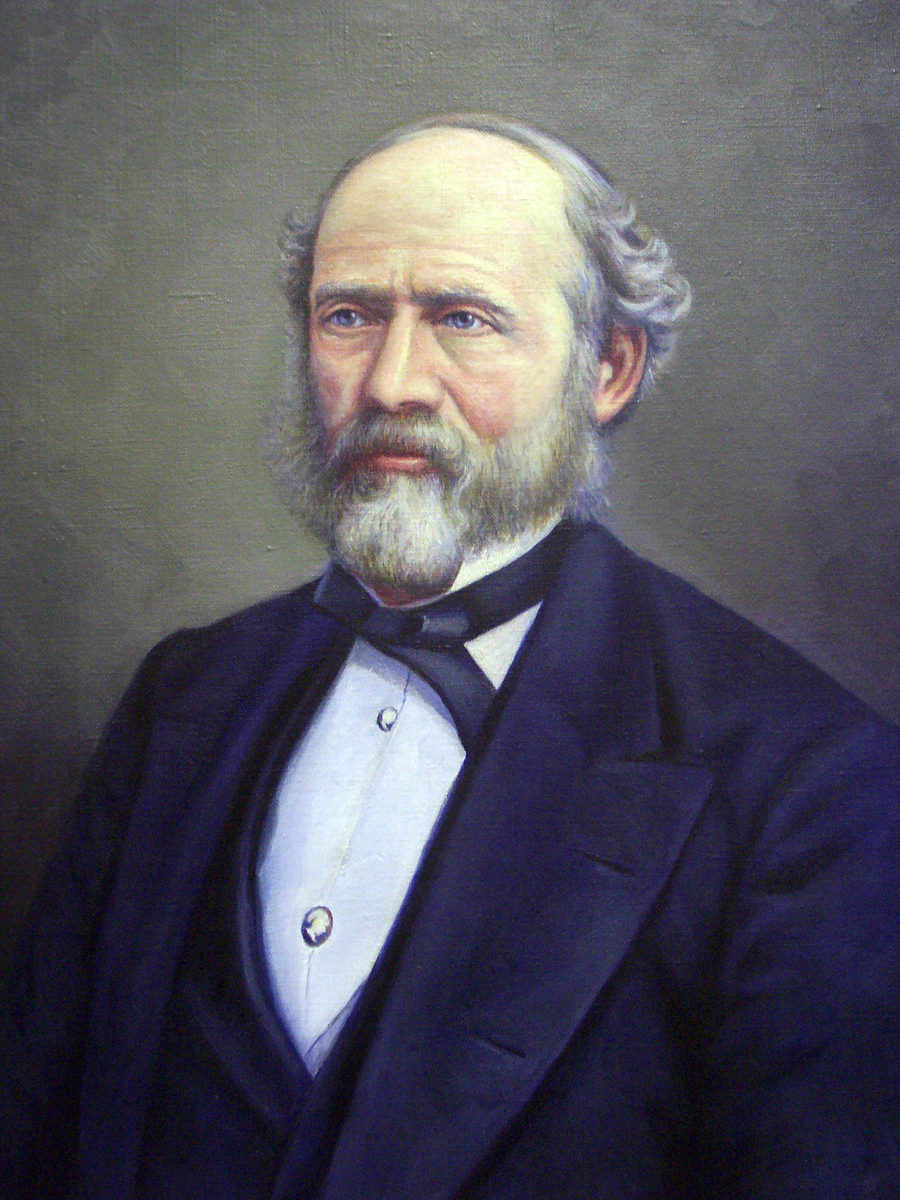
Lewis Henry Morgan

Matthew Arnold contrastó la "cultura" con la anarquía; otros europeos, siguiendo a los filósofos Thomas Hobbes y Jean-Jacques Rousseau, contrastaron la "cultura" con el "estado de naturaleza". Según Hobbes y Rousseau, los nativos americanos conquistados por los europeos a partir del siglo XVI vivían en estado de naturaleza; esta oposición se expresó a través del contraste entre "civilizado" e "salvaje". En esta forma de pensar, algunos países y naciones podrían clasificarse como más civilizados que otros y algunas personas como más educadas que otras. Este contraste llevó a la teoría del darwinismo social de Herbert Spencer y a la teoría de la evolución cultural de Lewis Henry Morgan. Así como algunos críticos han argumentado que la distinción entre culturas altas y bajas es realmente una expresión del conflicto entre las élites europeas y las no élites, algunos han argumentado que la distinción entre personas civilizadas y no civilizadas es una expresión real del conflicto entre poderes coloniales europeos y sus colonizados.
Otros críticos del siglo XIX, siguiendo a Rousseau, aceptaron esta diferenciación entre cultura superior y cultura inferior, pero vieron la sofisticación y el refinamiento de la alta cultura como un desarrollo corruptor y antinatural que oscurece y distorsiona la naturaleza esencial de las personas. Estos críticos consideraban la música popular (como un producto del "pueblo") para expresar honestamente un estilo de vida natural, mientras que la música clásica les parecía decadente. Del mismo modo, esta visión a menudo retrataba a los pueblos indígenas como "nobles salvajes" que vivían una vida auténtica e inmaculada, sin complicaciones y sin la corrupción de los sistemas capitalistas altamente estratificados de Occidente.
En 1870, el antropólogo Edward Tylor (1832-1917) aplicó estas ideas de cultura superior frente a culturas inferiores para proponer una teoría de la evolución de la religión. Según esta teoría, la religión evoluciona de formas más politeístas a formas más monoteístas. En el proceso, redefinió la cultura como un conjunto diversificado de actividades que caracterizan a todas las sociedades humanas. Esta visión ha allanado el camino para la comprensión moderna de la cultura.

## La cultura como actividad común
Algunos críticos culturales de finales del siglo XIX (incluido Oswald Spengler) vieron el fin de la cultura. La mayoría representaba un programa crítico con el idealismo y, por tanto, vinculado a las ideas del siglo XIX. Este programa quería iniciar la reforma del pensamiento filosófico: las teorías filosóficas debían adaptarse a las necesidades de las personas y las exigencias científicas de la época. Se pasó la opinión de que la cultura era una estructura de diferentes "reinos del ser", que consistía en productos calificados de las artes y las ciencias. 
Los acontecimientos de la guerra y los cambios sociopolíticos precedentes y posteriores hicieron que esta idea dejara de ser universalmente válida. A principios del siglo XX, los filósofos culturales comenzaron a considerar la cultura como una tarea común para todas las personas. Los productos y estructuras cambiantes de la acción conjunta se consideraban ahora formas de expresión de la cultura. La cultura fue vista como una estructura dinámica, como "un conjunto de interacciones" que las personas producen juntas y que sirve al individuo para orientarse en la vida. La “peculiar relación recíproca” entre el individuo y la comunidad es la cultura. "Para nosotros solo existe en el sentido de que (lo que se ha creado en conjunto) se apropia constantemente de nuevo y, por lo tanto, siempre se crea de nuevo".
El cambio a esta forma funcional (positivista) de pensar la cultura da forma a la autoimagen de la filosofía de la cultura y se refleja en teorías que tienen un efecto innovador en los estudios culturales. Un rasgo característico es la reflexión crítica sobre los fenómenos culturales, como se pidió en relación con las ideas de la primera mitad del siglo XX después de la Segunda Guerra Mundial (incluidos Arendt, Horkheimer, Marcuse).